# کونونوفسکی
کونونوفسکی (انگلیسی: Kononovsky) یک شهرک در شهرستان استرلیتاماکسکی استان باشقیرستان کشور روسیه است.